# Phyllomacromia
Phyllomacromia är ett släkte av trollsländor. Phyllomacromia ingår i familjen skimmertrollsländor.

## Dottertaxa tillPhyllomacromia, i alfabetisk ordning[1]
- Phyllomacromia aeneothorax
- Phyllomacromia aequatorialis
- Phyllomacromia africana
- Phyllomacromia amicorum
- Phyllomacromia aureozona
- Phyllomacromia bicristulata
- Phyllomacromia bispina
- Phyllomacromia caneri
- Phyllomacromia congolica
- Phyllomacromia contumax
- Phyllomacromia flavimitella
- Phyllomacromia funicularioides
- Phyllomacromia gamblesi
- Phyllomacromia girardi
- Phyllomacromia hervei
- Phyllomacromia insignis
- Phyllomacromia kimminsi
- Phyllomacromia lamottei
- Phyllomacromia legrandi
- Phyllomacromia maesi
- Phyllomacromia melania
- Phyllomacromia monoceros
- Phyllomacromia nigeriensis
- Phyllomacromia occidentalis
- Phyllomacromia overlaeti
- Phyllomacromia pallidinervis
- Phyllomacromia paula
- Phyllomacromia picta
- Phyllomacromia pseudafricana
- Phyllomacromia schoutedeni
- Phyllomacromia seydeli
- Phyllomacromia sophia
- Phyllomacromia sylvatica
- Phyllomacromia trifasciata
- Phyllomacromia unifasciata
- Phyllomacromia villiersi